# Fábio da Silva
Fábio Pereira da Silva (Petrópolis, Río de Janeiro, 9 de julio de 1990) es un futbolista brasileño que juega como defensa y su equipo es el Grêmio F-B. P. A. del Campeonato Brasileño de Serie A.

## Trayectoria
Fábio da Silva comenzó su carrera futbolística en el Boa Esperança, como mediocampista defensivo. Sin embargo, cambió a jugar como defensa lateral cuando se unió a la liga juvenil del Fluminense Football Club de la Serie A brasileña. Ahí, llamó la atención del scout Les Kershaw del Manchester United F. C., quien observó el talento de él y su hermano durante una competencia juvenil en Hong Kong en el verano de 2005. En dicha competición, comúnmente conocida como Manchester United/Nike Premier Cup, su participación ayudó a conseguir el triunfo del Fluminense en la obtención de la copa. Por ello, Kershaw sugirió su fichaje a Sir Alex Ferguson, quien estuvo de acuerdo tras observarlo durante su estancia en Hong Kong. Así, en febrero de 2007, el Manchester United anunció su fichaje; haciendo su llegada al club en enero de 2008 y firmando su contrato profesional en julio de ese mismo año, es decir, al cumplir los dieciocho años.

### Manchester United
A pesar de haber llegado al Manchester United en la mitad de la temporada 2007-08, Fábio no pudo jugar en el resto de la misma debido a que solo podría hacerlo tras la firma de contrato, la cual estaba imposibilitada dado que aún no cumplía la mayoría de edad requerida para tal trámite. Además, se requería un permiso de trabajo que sería otorgado mediante la adquisición de un pasaporte portugués por ascendencia; así como el certificado de transferencia internacional por parte de la Confederación Brasileña de Fútbol.
Tras su proceso de traspaso, Fábio hizo su primera aparición el 4 de agosto de 2008, entrando como sustituto de Patrice Evra y jugando contra el Peterborough United en el partido amistoso realizado en honor al exjugador Barry Fry. Su desempeño en este partido fue elogiado, con el tabloide singapurense Today aludiendo que «finalmente el Manchester United se percató de lo que se estaba perdiendo». Para la temporada 2008-09, el club le registró en la plantilla principal y se le asignó la camiseta número veinte. A causa de una lesión de hombro y su consecuente cirugía, su participación fue inviable en la primera mitad de dicha temporada. No obstante, anteriormente a su lesión, ya había recibido su primera convocatoria para jugar en un partido competitivo; esta fue en un encuentro contra el Portsmouth F. C., llevado a cabo el 25 de agosto de 2008 en el marco de la Premier League.
El 24 de enero de 2009 hizo su debut competitivo en un partido de la cuarta ronda de la FA Cup, enfrentándose al Tottenham Hotspur en el Old Trafford. Aunque entró como titular, su posterior lesión de pantorrilla en el segundo tiempo lo obligó a ser sustituido por Richard Eckersley, también debutante.
El 26 de febrero de 2011 marcó su primer gol con el Manchester United en un partido contra el Wigan.

### Queens Park Rangers
El 2 de julio de 2012 fue cedido al Queens Park Rangers por una temporada en busca de minutos, mientras su hermano Rafael da Silva renovó por 4 temporadas.

### Vuelta al Manchester United
En 2013 regresó al Manchester United.

### Cardiff City
En 2014 fichó por el Cardiff City.

### Middlesbrough FC
El 12 de agosto de 2016 se hizo oficial su fichaje por el Middlesbrough Football Club por dos temporadas.

### Nantes
El 18 de julio de 2018 el F. C. Nantes anunció su incorporación para las siguientes tres temporadas.

## Selección nacional
En agosto de 2007, antes de su llegada al Manchester United, Fábio fue integrado a la selección de Brasil que jugó en la Copa Mundial Sub-17 de la FIFA efectuada en Corea del Sur en ese año. Durante su participación en la copa, fue capitán del equipo sub-17 brasileño y el jugador con mayor número de anotaciones a favor de la selección.
Carlos Queiroz, ex asistente técnico del Manchester United y ex director técnico de la selección portuguesa, tuvo acercamientos con Fábio y su hermano, y les planteó la posibilidad de jugar para el equipo que entrenaba en virtud de su posesión vigente de pasaportes portugueses.
El 7 de octubre de 2011 realizó su debut con la selección de Brasil en un partido contra la selección de fútbol de Costa Rica, en el Estadio Nacional de Costa Rica donde salió lesionado poco antes de que terminara el partido.

## Clubes
| Club                      | País       | Año       | Partidos | Goles |
| ------------------------- | ---------- | --------- | -------- | ----- |
| Manchester United         | Inglaterra | 2008-2013 | 57       | 3     |
| Queens Park Rangers F. C. | Inglaterra | 2012-2013 | 23       | 1     |
| Cardiff City F. C.        | Gales      | 2014-2016 | 69       | 1     |
| Middlesbrough F. C.       | Inglaterra | 2016-2018 | 5        | 0     |
| F. C. Nantes              | Francia    | 2018-2023 | 96       | 0     |
| Grêmio F-B. P. A.         | Brasil     | 2023-     | 51       | 1     |

## Palmarés

### Campeonatos regionales
| Título        | Club              | Estado             | Año  |
| ------------- | ----------------- | ------------------ | ---- |
| Recopa Gaúcha | Grêmio F-B. P. A. | Río Grande del Sur | 2023 |

### Campeonatos nacionales
| Título           | Club              | País       | Año     |
| ---------------- | ----------------- | ---------- | ------- |
| Community Shield | Manchester United | Inglaterra | 2010    |
| Premier League   | Manchester United | Inglaterra | 2010-11 |
| Copa de Francia  | F. C. Nantes      | Francia    | 2021-22 |

## Vida personal
Fábio es hermano gemelo del también futbolista Rafael, quien juega en el Botafogo de la Campeonato Brasileño de Serie A.

## Nota
1. ↑  Según el diario británico The Times, Fábio firmó unos acuerdos de precontrato al cumplir los dieciséis años de edad en julio de 2006, esto es, antes de su traspaso que, acorde a la misma publicación, fue de 5,2 millones de libras esterlinas.[6]